# Bauxite (Arkansas)
Bauxite é uma cidade  localizada no estado americano de Arkansas, no Condado de Saline.

## Demografia
Segundo o censo americano de 2000, a sua população era de 432 habitantes. 
Em 2006, foi estimada uma população de 448, um aumento de 16 (3.7%).

## Geografia
De acordo com o United States Census Bureau, a localidade tem uma área de 6,3 km², dos quais 6,2 km² cobertos por terra e 0,1 km² cobertos por água.

## Localidades na vizinhança
O diagrama seguinte representa as localidades num raio de 16 km ao redor de Bauxite. 